# هجوم كدوميم
هجوم كدوميم:هو هجوم وقع على مدخل مستوطنة كدوميم القريبة من مدينتي نابلس وقلقيلية بتاريخ 30\3\2006 وكان هجوم تفجيري تبنته كتائب شهداء الأقصى.

## الخلفية
كان الجيش الإسرائيلي يشن غارات جوية عنيفة على مدن الضفة الغربية وعلى قطاع غزة غزة ويشن اعتقالات واسعة ضد الفلسطينيين وكانت هاذه الاعتداءات تطال المدنيين الفلسطينيين.

## الاحداث
قام شاب فلسطيني متنكر بزي يهودي بالوصول إلى مستوطنة كدوميم وقام بتفجير نفسه بين مجموعة مستوطنين يقفون على منطقة الانتظار مما أدى إلى مقتل 4 إسرائيليين وأدى الهجوم إلى احتراق سيارة كانت تمر عند مدخل المستوطنة ومن قوة الانفجار إنقطع التيار الكهربائي عن المستوطنة.

## رد فعل إسرائيل
قام الجيش الإسرائيلي بأغلاق مداخل مدينتي نابلس وقلقيلية ونشرت الحواجز بين طرقات الضفة الغربية وأعلن الجيش الإسرائيلي أن محيط مدينة قلقيلية ومحيط مدينة نابلس مناطق عسكرية مغلقة.